# Нарва (приток Немана)
На́рва (в верховье Нете́чь; бел. Нарва, Няцеч) — река в Лидском районе Гродненской области Беларуси, правый приток Немана.
Длина 24 км. Площадь бассейна — 157 км². Средний наклон водной поверхности 1,2 ‰.

## Описание
Начинается между деревнями Плясовичи и Бринденята, впадает в Неман на восточной окраине деревни Докудово 2. В среднем течении принимает сток мелиорационных каналов с торфяных болот (урочища Бабино и Лидское Болото) на которых ведутся торфоразработки. На протяжении 12 км имеет канализированное русло (посёлок Первомайский — 1 км на восток от д. Филоновцы). Возле д. Дубровня имеется пруд площадью 0,19 км².